# Wola Piskulina
Wola Piskulina – wieś w Polsce położona w województwie małopolskim, w powiecie nowosądeckim, w gminie Łącko.
| SIMC    | Nazwa     | Rodzaj    |
| ------- | --------- | --------- |
| 0446859 | Brzeg     | część wsi |
| 0446865 | Grabaniec | część wsi |
| 0446871 | Kochoń    | część wsi |
| 0446888 | Matusówka | część wsi |
| 0446894 | Paryż     | część wsi |
| 0446902 | Potok     | część wsi |
| 0446919 | Rakówka   | część wsi |

Wieś duchowna Wola Piskuliona, własność klasztoru klarysek w Starym Sączu, położona była w drugiej połowie XVI wieku w powiecie sądeckim województwa krakowskiego. W latach 1975–1998 miejscowość administracyjnie należała do województwa nowosądeckiego.